# Хадсон-Ярдс
Ха́дсон-Я́рдс (англ. Hudson Yards) — район на западе боро Манхэттен, Нью-Йорк. К югу от Хадсон-Ярдса находится район Челси, к северу — Адская кухня. На западе район омывается водами реки Гудзон.
По состоянию на 2016 год район находится на стадии активной застройки.

## История
С середины XIX века в Хадсон-Ярдсе находились железнодорожные товарные станции, а на прилегающем побережье Гудзона — пароходные причалы. Станции находились под управлением Нью-Йоркской центральной железной дороги (NYCRR). Они вплоть до 1967 года обслуживали продуктовые грузоперевозки между Верхним Манхэттеном и Канал-стрит. В том году основная продуктовая база Нью-Йорка переехала в район Хантс-Пойнт в Бронксе. Начиная с окончания Второй мировой войны объёмы грузоперевозок, выполняемых через Хадсон-Ярдс, начали неуклонно сокращаться. В 1980 году был обслужен последний грузовой состав.
В 1986 в Хадсон-Ярдсе между Западными 34-й и 38-й улицами и Одиннадцатой авеню был возведён Конференц-центр имени Джейкоба Джейвитса. В следующем году между Западными 30-й и 33-й улицами и Десятой авеню — на месте прежней станции — было открыто новое железнодорожное депо Вестсайда под управлением LIRR. Между депо и Пенсильванским вокзалом был проложен туннель. Он позволил вокзалу принимать поезда с севера штата Нью-Йорк и разгрузить тем самым Центральный вокзал.

### Проект застройки
В январе 2005 года городской совет Нью-Йорка изменил назначение района с промышленного на коммерческое и общественно-жилое, что открыло возможности к его застройке офисными и жилыми строениями. В июне того же года в Хадсон-Ярдсе в рамках подачи заявки на проведение Олимпиады 2012 года было предложено возвести стадион. Однако проект был отклонён. В том же году транспортное агентство MTA объявило о приёме предложений по застройке района. Всего поступило пять заявок от компаний Brookfield Properties, the Related Companies, Extell, Vornado и Tishman Speyer. Победителем конкурса в марте 2008 года вышла компания Tishman Speyer, обладающая такими заметными активами, как Рокфеллеровский центр и Крайслер-билдинг.
Согласно условиям контракта, Tishman Speyer за 1 миллиард долларов получала в аренду территорию железнодорожного депо на 99 лет и обязывалась за 2 миллиарда долларов возвести над станцией две платформы общей площадью 15 акров (около 61 000 м²), а также разбить на платформах парковое пространство и построить 4 офисных и 10 жилых зданий. Спустя всего два месяца из-за разразившегося финансового кризиса сделка развалилась.
MTA сумело быстро найти девелопера на замену. Им в мае 2008 года стала компания The Related Companies в сотрудничестве с Goldman Sachs. В декабре 2009 года план развития Хадсон-Ярдса был скорректирован: площадь застройки увеличилась до 26 акров (105 000 м²), но к возведению было запланировано уже 3 офисных, 9 жилых зданий, один отель и ещё одно здание смешанного назначения. Кроме них в план были включены культурно-развлекательные заведения и общественная школа. Площадь паркового пространства была урезана до 10 акров (40 000 м²). Совокупная площадь жилого фонда согласно плану составила около 1,1 миллиона м².
В мае 2010 года The Related Companies сменила партнёра на канадского девелопера Oxford Properties.
Церемония закладки первого камня была проведена 4 декабря 2012 года. Смета проекта к тому времени возросла до 15 миллиардов долларов.

## Планировка
Хадсон-Ярдс ограничен с юга районом Челси, с севера — Адской кухней. Границы района проходят по Западной 28-й улице на юге, Западной 43-й улице на севере и Седьмой и Восьмой авеню на востоке.

### Метро
13 сентября 2015 года на территории района была открыта станция 34-я улица — Хадсон-Ярдс линии Флашинг, ведущей в Куинс через Таймс-сквер. Станция стала первым за 26 лет новым участком Нью-Йоркского метрополитена. Непосредственный доступ к станции имеется у небоскрёба Хадсон-Ярдс, 30 и Хадсон-парка.

### Парковая зона
В сентябре 2014 года было завершено строительство третьей, последней, части парка Хай-Лайн. Разбитый на месте эстакадной железной дороги, парк опоясывает Хадсон-Ярдс от 30-й улицы и Десятой авеню, заканчиваясь на 34-й улице. Ещё один парк в районе — Хадсон-парк — находится к северу от железнодорожных путей и имеет площадь 4 акра (16 000 м²). Его стоимость составила 30 миллионов долларов.

### Строящиеся и возведённые небоскрёбы
| Название                  | Высота, м | Этажность | Год закладки | Год постройки | Изображение | Примечания |
| ------------------------- | --------- | --------- | ------------ | ------------- | ----------- | ---------- |
| Манхэттен-Уэст (комплекс) | 303,3     |           | 2013         | 2020          |             | [ 15 ]     |
| Скай                      | 206       | 71        | 2008         | 2016          |             | [ 16 ]     |
| Хадсон-бульвар, 3         | 315,2     | 68        | 2016         | 2019          |             | [ 17 ]     |
| Хадсон-Ярдс, 10           | 267,7     | 52        | 2013         | 2016          |             | [ 18 ]     |
| Хадсон-Ярдс, 15           | 278,6     | 71        | 2014         | 2018          |             | [ 18 ]     |
| Хадсон-Ярдс, 30           | 386,6     | 92        | 2012         | 2019          |             | [ 19 ]     |
| Хадсон-Ярдс, 35           | 307,5     | 79        | 2015         | 2019          |             | [ 20 ]     |
| Хадсон-Ярдс, 55           | 237,1     | 53        | 2015         | 2018          |             | [ 21 ]     |

Легенда
 Офисное здание
 Жилое здание
 Здание смешанного назначения